# 里哈德·诺维
里哈德·诺维（捷克語：Richard Nový，1937年4月3日—），捷克男子赛艇运动员。他曾代表捷克斯洛伐克参加1960年和1964年夏季奥林匹克运动会赛艇比赛，其中1964年奥运会获得一枚铜牌。